# Grand-Corent
Grand-Corent är en kommun i departementet Ain i regionen Auvergne-Rhône-Alpes i östra Frankrike. Kommunen ligger  i kantonen Ceyzériat som ligger i arrondissementet Bourg-en-Bresse. Kommunens areal är 7,13 km². År 2022 hade Grand-Corent 186 invånare.

## Befolkningsutveckling
Antalet invånare i kommunen Grand-Corent
Referens: INSEE